# My World 2.0
My World 2.0 is het tweede album van Justin Bieber dat op 23 maart 2010 beschikbaar werd op iTunes. In Nederland is er één hitsingle uitgebracht van het album, getiteld Baby (samen met Ludacris).

## Singles
Baby samen met Ludacris was de eerste officiële single van het album. Het nummer kwam binnen in Nederland op 10 april 2010.
Never Let You Go was de eerste digitale single in de U.S. en alleen verkrijgbaar via iTunes.
Somebody to Love was de tweede officiële single en kwam uit op 20 april 2010 in de U.S.
U Smile was de tweede digitale single in de U.S. en alleen verkrijgbaar via iTunes vanaf 16 maart 2010.
Eenie Meenie samen met Sean Kingston was de derde officiële single.

### Singles met hitnoteringen in Nederland/Vlaanderen
| Single met eventuele hitnotering(en) in de Nederlandse Top 40 | Datum van verschijnen | Datum van binnenkomst | Hoogste positie | Aantal weken | Opmerkingen                               |
| ------------------------------------------------------------- | --------------------- | --------------------- | --------------- | ------------ | ----------------------------------------- |
| Baby                                                          | 2010                  | 10-04-2010            | 23              | 6            | met Ludacris / #23 in Single Top 100      |
| Eenie meenie                                                  | 06-2010               | -                     |                 |              | met Sean Kingston / #95 in Single Top 100 |

| Single met hitnotering(en) in de Vlaamse Ultratop 50 | Datum van verschijnen | Datum van binnenkomst | Hoogste positie | Aantal weken | Opmerkingen       |
| ---------------------------------------------------- | --------------------- | --------------------- | --------------- | ------------ | ----------------- |
| Baby                                                 | 2010                  | 24-04-2010            | 12              | 15           | met Ludacris      |
| Eenie meenie                                         | 2010                  | 26-06-2010            | 47              | 3            | met Sean Kingston |
| Somebody to love                                     | 2010                  | 14-08-2010            | 43              | 2            |                   |
| U smile                                              | 01-11-2010            | 13-10-2010            | tip21           | -            |                   |

## Nummers
| Nr. | Titel                                | Schrijver(s)                                                                | Duur |
| --- | ------------------------------------ | --------------------------------------------------------------------------- | ---- |
| 1.  | Baby (featuring Ludacris)            | Justin Bieber, The-Dream, Tricky Stewart, Christina Milian                  | 3:36 |
| 2.  | "Somebody to Love"                   | J. Bieber, Heather Bright & The Stereotypes                                 | 3:42 |
| 3.  | "Stuck In the Moment"                | J. Bieber, The Stereotypes, Dan August Rigo                                 | 3:43 |
| 4.  | "U Smile"                            | J. Bieber, Jerry Duplessis, Arden Altino, D. Rigo                           | 3.17 |
| 5.  | Runaway Love"                        | J. Bieber, Melvin Hough II, Rivelino Wouter, Timothy Thomas & Theron Thomas | 3:33 |
| 6.  | Never Let You Go"                    | J. Bieber, Johnta Austin, Bryan-Michael Cox                                 | 4:26 |
| 7.  | "Overboard"                          | J. Bieber, Midi Mafia, Dapo Torimiro, Taurian Shropshire                    | 4.11 |
| 8.  | Eenie Meenie" ((with Sean Kingston)) | J. Bieber, Carlos Battey, Steven Battey, Kisean Anderson                    | 3.23 |
| 9.  | "Up"                                 | J. Bieber, The Messengers                                                   | 3:55 |
| 10. | That Should Be Me"                   | J. Bieber, Luke Boyd, The Messengers                                        | 3:53 |

| Nr. | Titel                                                                           | Duur |
| --- | ------------------------------------------------------------------------------- | ---- |
| 11. | Kiss & Tell" ((iTunes bonustrack))                                              | 3.29 |
| 12. | Where Are you now ((Walmart and "My Worlds" Australian edition[26] bonustrack)) | 4:27 |

## Hitnoteringen

### NederlandseAlbum Top 100
| Hitnotering: 27-03-2010 t/m | Hitnotering: 27-03-2010 t/m | Hitnotering: 27-03-2010 t/m | Hitnotering: 27-03-2010 t/m | Hitnotering: 27-03-2010 t/m | Hitnotering: 27-03-2010 t/m | Hitnotering: 27-03-2010 t/m | Hitnotering: 27-03-2010 t/m | Hitnotering: 27-03-2010 t/m | Hitnotering: 27-03-2010 t/m | Hitnotering: 27-03-2010 t/m | Hitnotering: 27-03-2010 t/m | Hitnotering: 27-03-2010 t/m | Hitnotering: 27-03-2010 t/m | Hitnotering: 27-03-2010 t/m | Hitnotering: 27-03-2010 t/m | Hitnotering: 27-03-2010 t/m | Hitnotering: 27-03-2010 t/m | Hitnotering: 27-03-2010 t/m | Hitnotering: 27-03-2010 t/m |
| Week:                       | 1                           | 2                           | 3                           | 4                           | 5                           | 6                           | 7                           | 8                           | 9                           | 10                          | 11                          | 12                          | 13                          | 14                          | 15                          | 16                          | 17                          | 18                          | 19                          |
| --------------------------- | --------------------------- | --------------------------- | --------------------------- | --------------------------- | --------------------------- | --------------------------- | --------------------------- | --------------------------- | --------------------------- | --------------------------- | --------------------------- | --------------------------- | --------------------------- | --------------------------- | --------------------------- | --------------------------- | --------------------------- | --------------------------- | --------------------------- |
| Positie:                    | 4                           | 16                          | 8                           | 7                           | 12                          | 20                          | 9                           | 23                          | 26                          | 28                          | 35                          | 36                          | 37                          | 50                          | 32                          | 34                          | 30                          | 30                          | 28                          |
| Week:                       | 20                          | 21                          | 22                          | 23                          | 24                          | 25                          | 26                          | 27                          | 28                          | 29                          | 30                          | 31                          | 32                          | 33                          | 34                          | 35                          | 36                          |                             |                             |
| Positie:                    | 28                          | 24                          | 28                          | 39                          | 43                          | 41                          | 55                          | 49                          | 51                          | 45                          | 52                          | 54                          | 59                          | 72                          | 66                          | 60                          | 79                          | uit                         |                             |

### VlaamseUltratop 100Albums
| Hitnotering: 03-04-2010 t/m 09-10-2010 | Hitnotering: 03-04-2010 t/m 09-10-2010 | Hitnotering: 03-04-2010 t/m 09-10-2010 | Hitnotering: 03-04-2010 t/m 09-10-2010 | Hitnotering: 03-04-2010 t/m 09-10-2010 | Hitnotering: 03-04-2010 t/m 09-10-2010 | Hitnotering: 03-04-2010 t/m 09-10-2010 | Hitnotering: 03-04-2010 t/m 09-10-2010 | Hitnotering: 03-04-2010 t/m 09-10-2010 | Hitnotering: 03-04-2010 t/m 09-10-2010 | Hitnotering: 03-04-2010 t/m 09-10-2010 | Hitnotering: 03-04-2010 t/m 09-10-2010 | Hitnotering: 03-04-2010 t/m 09-10-2010 | Hitnotering: 03-04-2010 t/m 09-10-2010 | Hitnotering: 03-04-2010 t/m 09-10-2010 | Hitnotering: 03-04-2010 t/m 09-10-2010 |
| Week:                                  | 1                                      | 2                                      | 3                                      | 4                                      | 5                                      | 6                                      | 7                                      | 8                                      | 9                                      | 10                                     | 11                                     | 12                                     | 13                                     | 14                                     | 15                                     |
| -------------------------------------- | -------------------------------------- | -------------------------------------- | -------------------------------------- | -------------------------------------- | -------------------------------------- | -------------------------------------- | -------------------------------------- | -------------------------------------- | -------------------------------------- | -------------------------------------- | -------------------------------------- | -------------------------------------- | -------------------------------------- | -------------------------------------- | -------------------------------------- |
| Positie:                               | 92                                     | 18                                     | 15                                     | 3                                      | 6                                      | 8                                      | 10                                     | 7                                      | 13                                     | 13                                     | 19                                     | 20                                     | 25                                     | 26                                     | 24                                     |
| Week                                   | 16                                     | 17                                     | 18                                     | 19                                     | 20                                     | 21                                     | 22                                     | 23                                     | 24                                     | 25                                     | 26                                     | 27                                     | 28                                     |                                        |                                        |
| Nummer                                 | 38                                     | 44                                     | 53                                     | 42                                     | 33                                     | 41                                     | 37                                     | 62                                     | 47                                     | 72                                     | 91                                     | 81                                     | 98                                     | uit                                    |                                        |